# TCR Europe Touring Car Series 2020
TCR Europe Touring Car Series 2020 – piąta edycja pucharu wyścigowego TCR Europe Touring Car Series. Składa się ona z siedmiu rund na torach Spa-Francorchamps, Red Bull Ring, Motorsport Arena Oschersleben, Circuit Paul Ricard, Circuit Zolder, Autodromo Nazionale Monza oraz na torze Circuit de Barcelona-Catalunya. 

## Lista startowa
| Zespół                  | Samochód                     | Nr    | Kierowcy        | Rundy | Klasa |
| ----------------------- | ---------------------------- | ----- | --------------- | ----- | ----- |
| Comtoyou Racing         | Audi RS 3 LMS TCR            | 16    | Gilles Magnus   |       |       |
| Brutal Fish Racing Team | Honda Civic Type R TCR (FK8) | 17    | Martin Ryba     |       |       |
| Brutal Fish Racing Team | Honda Civic Type R TCR (FK8) | 123   | Daniel Lloyd    |       |       |
| Brutal Fish Racing Team | Honda Civic Type R TCR (FK8) | [ 2 ] |                 |       |       |
| Élite Motorsport        | Audi RS 3 LMS TCR            | 71    | Jacopo Guidetti |       |       |
| Élite Motorsport        | Audi RS 3 LMS TCR            | [ 3 ] |                 |       |       |

| Symbol | Klasa                                |
| ------ | ------------------------------------ |
| BNL    | TCR BeNeLux Touring Car Championship |

## Kalendarz wyścigów
| Runda | Runda | Tor                            | Data            | Pole position | Najszybsze okrążenie | Zwycięzca |
| ----- | ----- | ------------------------------ | --------------- | ------------- | -------------------- | --------- |
| 1     | W1    | Circuit de Spa-Francorchamps   | 2 maja          |               |                      |           |
| 1     | W2    | Circuit de Spa-Francorchamps   | 2 maja          |               |                      |           |
| 2     | W1    | Red Bull Ring                  | 17 maja         |               |                      |           |
| 2     | W2    | Red Bull Ring                  | 17 maja         |               |                      |           |
| 3     | W1    | Motorsport Arena Oschersleben  | 28 czerwca      |               |                      |           |
| 3     | W2    | Motorsport Arena Oschersleben  | 28 czerwca      |               |                      |           |
| 4     | W1    | Circuit Paul Ricard            | 19 lipca        |               |                      |           |
| 4     | W2    | Circuit Paul Ricard            | 19 lipca        |               |                      |           |
| 5     | W1    | Circuit Zolder                 | 13 września     |               |                      |           |
| 5     | W2    | Circuit Zolder                 | 13 września     |               |                      |           |
| 6     | W1    | Autodromo Nazionale di Monza   | 27 września     |               |                      |           |
| 6     | W2    | Autodromo Nazionale di Monza   | 27 września     |               |                      |           |
| 7     | W1    | Circuit de Barcelona-Catalunya | 11 października |               |                      |           |
| 7     | W2    | Circuit de Barcelona-Catalunya | 11 października |               |                      |           |

## Klasyfikacje końcowe
| Legenda oznaczeń w tabelach wyników Wyświetl szablon na nowej stronie | Legenda oznaczeń w tabelach wyników Wyświetl szablon na nowej stronie                                                                     |
| Oznaczenie                                                            | Wyjaśnienie |
| --------------------------------------------------------------------- | --- |
| Złoty                                                                 | Zwycięzca lub mistrzostwo |
| Srebrny                                                               | 2. miejsce lub wicemistrzostwo |
| Brązowy                                                               | 3. miejsce lub II wicemistrzostwo |
| Zielony                                                               | Ukończył, punktował (w klasyfikacji generalnej, gdy zdobył co najmniej jeden punkt na przestrzeni sezonu, poza trzema powyższymi opcjami) |
| Niebieski                                                             | Ukończył, nie punktował (w klasyfikacji generalnej, gdy nie zdobył co najmniej jednego punktu na przestrzeni sezonu)                      |
| Czerwony                                                              | Nie zakwalifikował się (NZ) |
| Czerwony                                                              | Nie prekwalifikował się (NPK) |
| Różowy                                                                | Nie ukończył (NU) |
| Różowy                                                                | Niesklasyfikowany (NS) (w klasyfikacji generalnej, gdy nie został sklasyfikowany w żadnym wyścigu sezonu)                                 |
| Czarny                                                                | Zdyskwalifikowany (DK) |
| Czarny                                                                | Wykluczony (WYK/EX) |
| Biały                                                                 | Nie wystartował (NW) |
| Biały                                                                 | Kontuzjowany (K/INJ) |
| Biały                                                                 | Wyścig odwołany (OD/C) |
| Bez koloru                                                            | Został wycofany (WYC/WD) |
| Bez koloru                                                            | Nie przybył (NP/DNA) |
| Bez koloru                                                            | Nie brał udziału w treningach (NT/DNP) |
| Bez koloru                                                            | Nie został zgłoszony (–) |
| Pogrubienie                                                           | Start z pole position |
| Kursywa                                                               | Najszybsze okrążenie wyścigu |
| †                                                                     | Nie ukończył, ale jego rezultat został zaliczony ze względu na przejechanie więcej niż 90% dystansu wyścigu.                              |
| *                                                                     | Sezon w trakcie |
| 1/2/3                                                                 | Punktowana pozycja w sprincie kwalifikacyjnym                                                                                             |
| Lista systemów punktacji Formuły 1                                    | |

| Poz. | Kierowca | SPA | SPA | RBR | RBR | OSC | OSC | LEC | LEC | ZOL | ZOL | MON | MON | BAR | BAR | Pkt. |
| ---- | -------- | --- | --- | --- | --- | --- | --- | --- | --- | --- | --- | --- | --- | --- | --- | ---- |